# Alatuncusia gilvicostalis
Alatuncusia gilvicostalis là một loài bướm đêm trong họ Crambidae.